# Божидар Сандић
Божидар Сандић – Совра (Кикинда, 1922 — Кикинда, 1. јануар 2008) је био фудбалски репрезентативац Југославије. Одиграо је једну утакмицу у дресу репрезентације, 13. октобра 1946. године у Тирани на првенству Балкана. Тада је у мечу против репрезентације Бугарске постигао два гола.
Сандић је фудбалску каријеру започео у Кикинди, а касније је играо за клубове у Београду, Зрењанину, Бечеју. Могао је да игра на било којој позицији у фудбалском тиму, али је најбоље резултате постизао као центарфор. Био је члан репрезентација Београда, Војводине, Зрењанина и Кикинде у периоду после Другог светског рата. Каријеру Сандића значајно је одредила његова везаност за родни град. 1949. године, вратио се у Кикинду и наредних неколико година играо и тренирао ФК „6. октобар“. Од 1957. до 1959. године тренирао је и играо за зрењанински „Пролетер“. Након тога посветио се тренерском раду у ФК ЖАК и ОФК Кикинда.
Био је наставник историје и географије.